# 日本工学院八王子専門学校

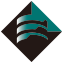
校章

日本工学院八王子専門学校（にほんこうがくいん はちおうじせんもんがっこう、英略：NEEC）は、東京都八王子市にある私立専門学校（専修学校専門課程）である。

## 概要
1987年に開校した。日本工学院専門学校の姉妹校で、敷地内には系列校の東京工科大学がある。
放送・芸術・芸能・工学・医療・スポーツの学科を設置している。

## 施設
敷地面積は東京ドーム8個分で、施設は複数の棟に分かれている。研究棟や片柳研究所をはじめ、厚生棟・図書館棟などが設置されている。（各施設の詳細は施設概要を参照）
敷地内には三菱UFJ銀行八王子支店（日本工学院八王子専門学校出張所）のATMコーナーやマクドナルド・吉野家・セブン-イレブンなどの店舗が入居している。
食堂は厚生棟の3F～4Fにかけて入居している。

## 沿革
- 1987年 - 開学[1]。
- 1997年 - マサチューセッツ工科大学と交流協定の調印[1]。
- 2001年 - 南カリフォルニア大学の映画テレビジョン学部と提携を開始[1]。

#### 研究棟

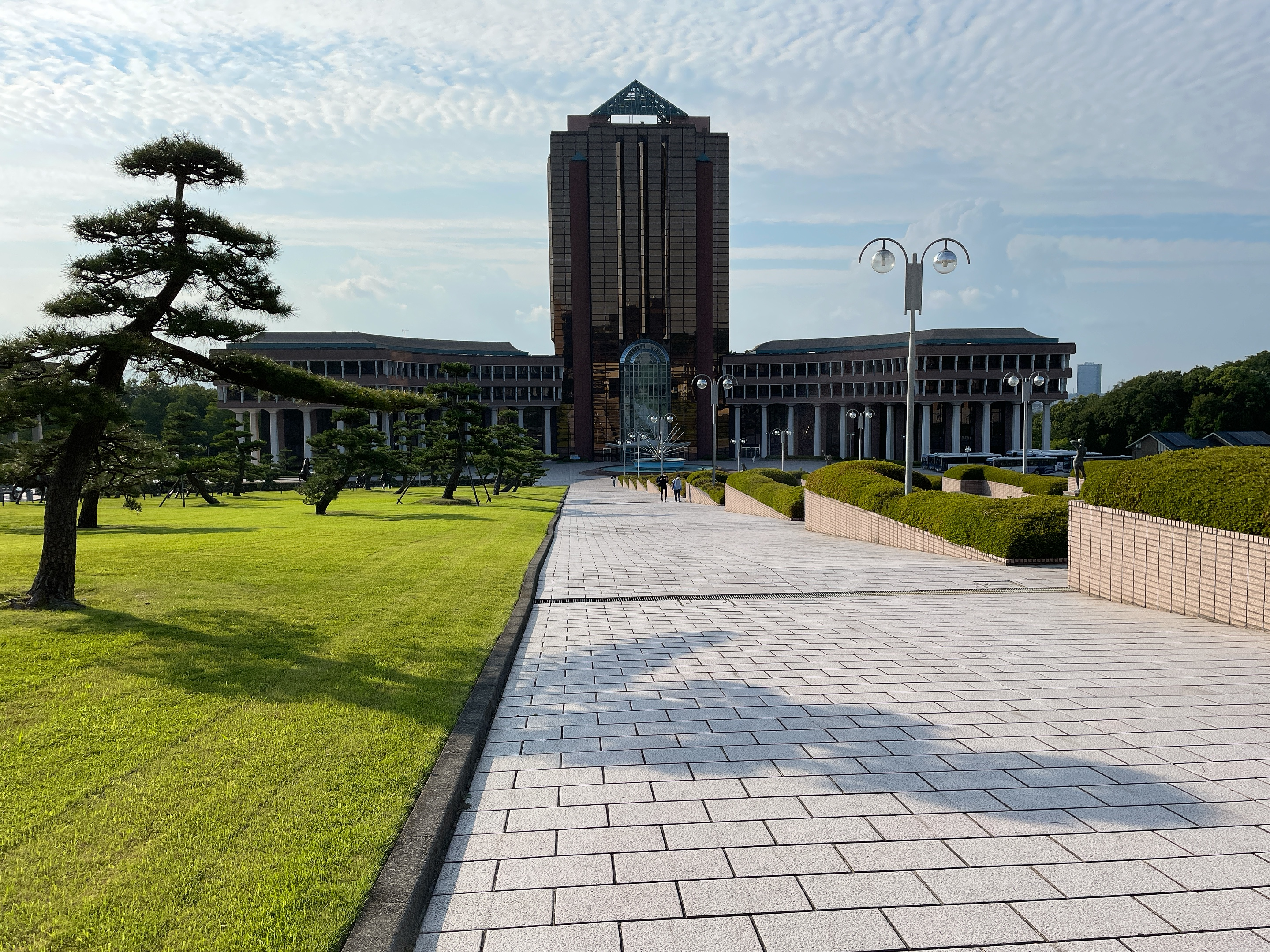
東京工科大学八王子キャンパス研究棟

## ギャラリー

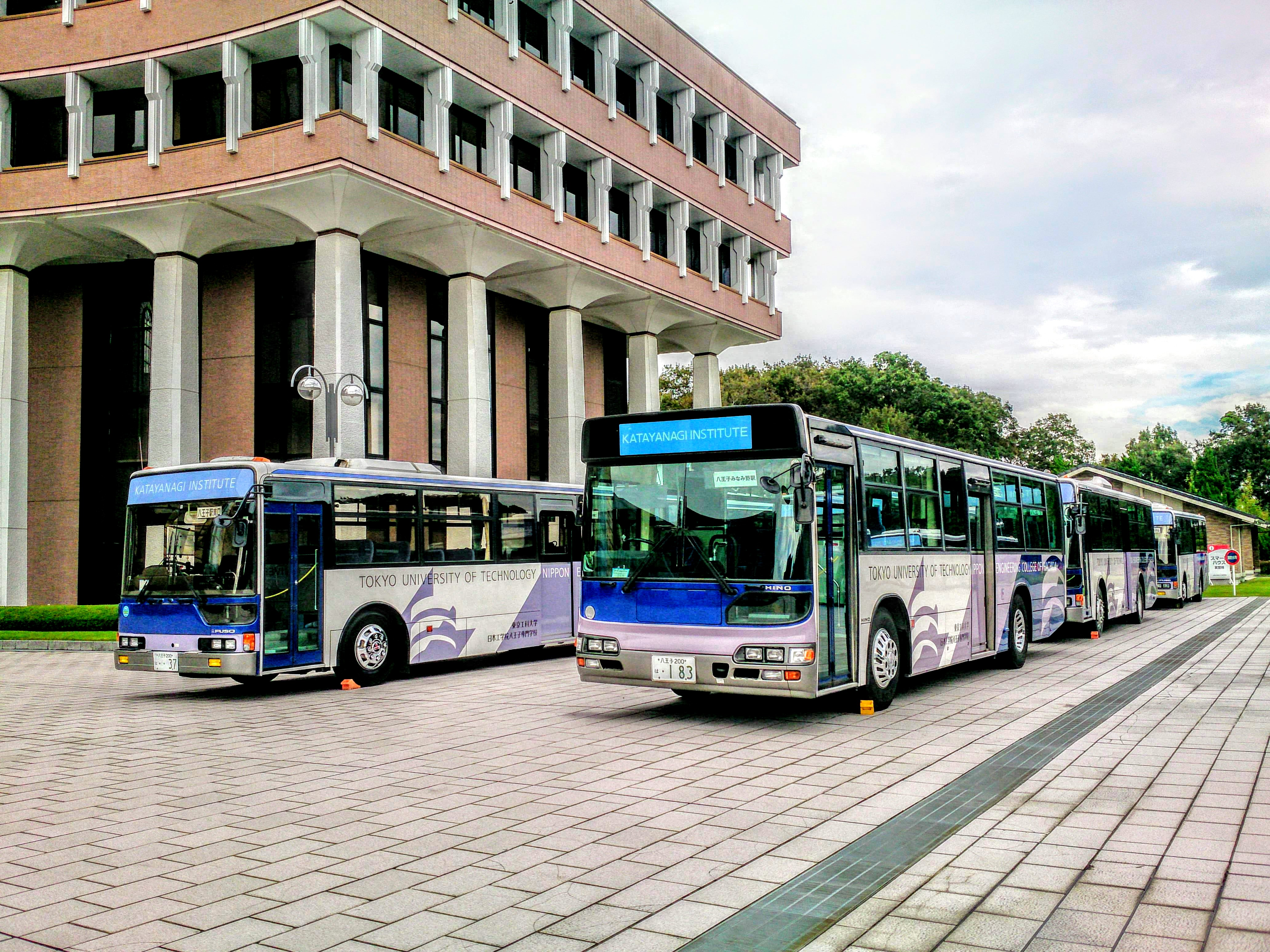
スクールバス

### 施設(八王子キャンパス)

#### 図書館棟

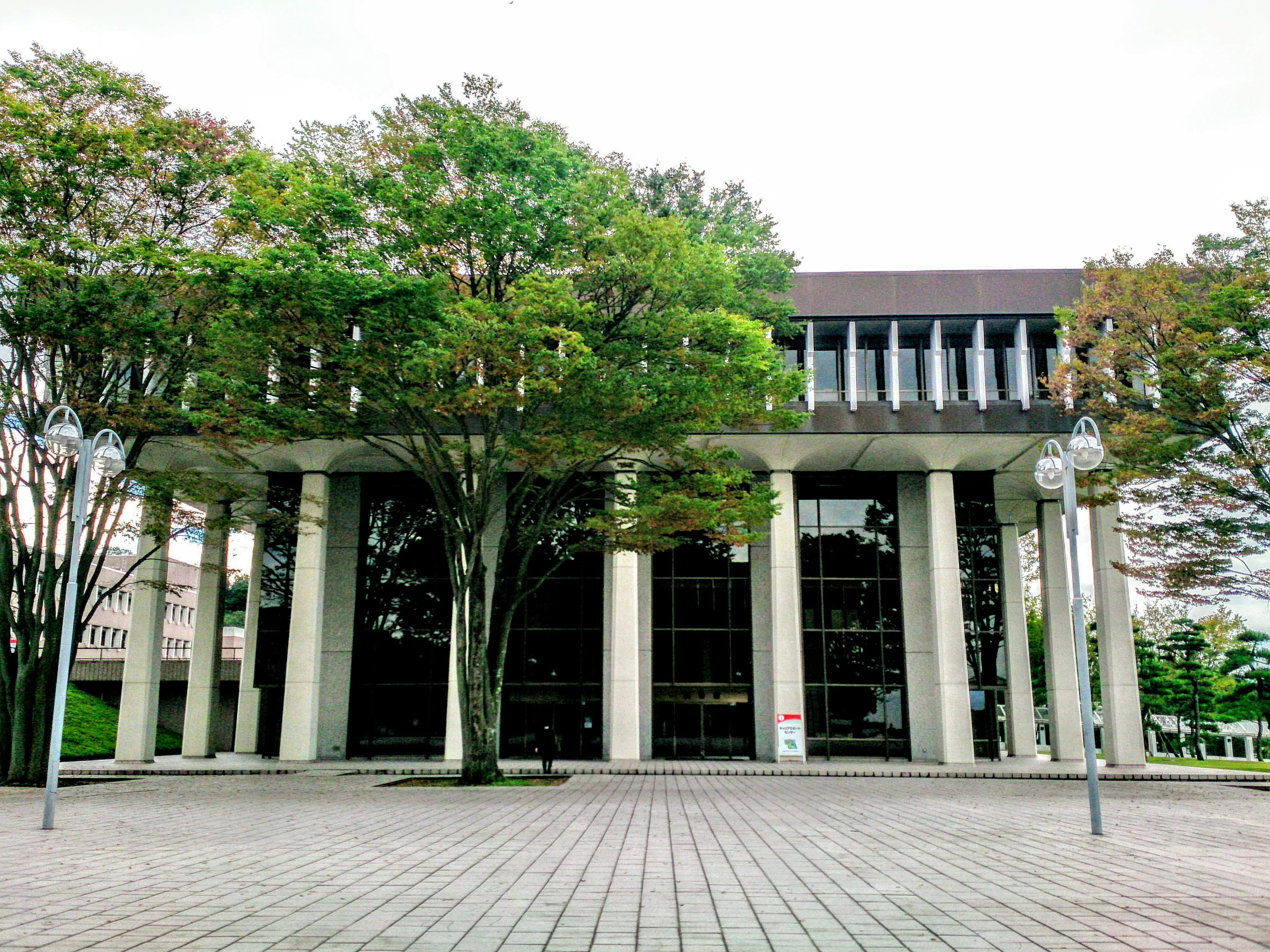
図書館棟

#### 厚生棟

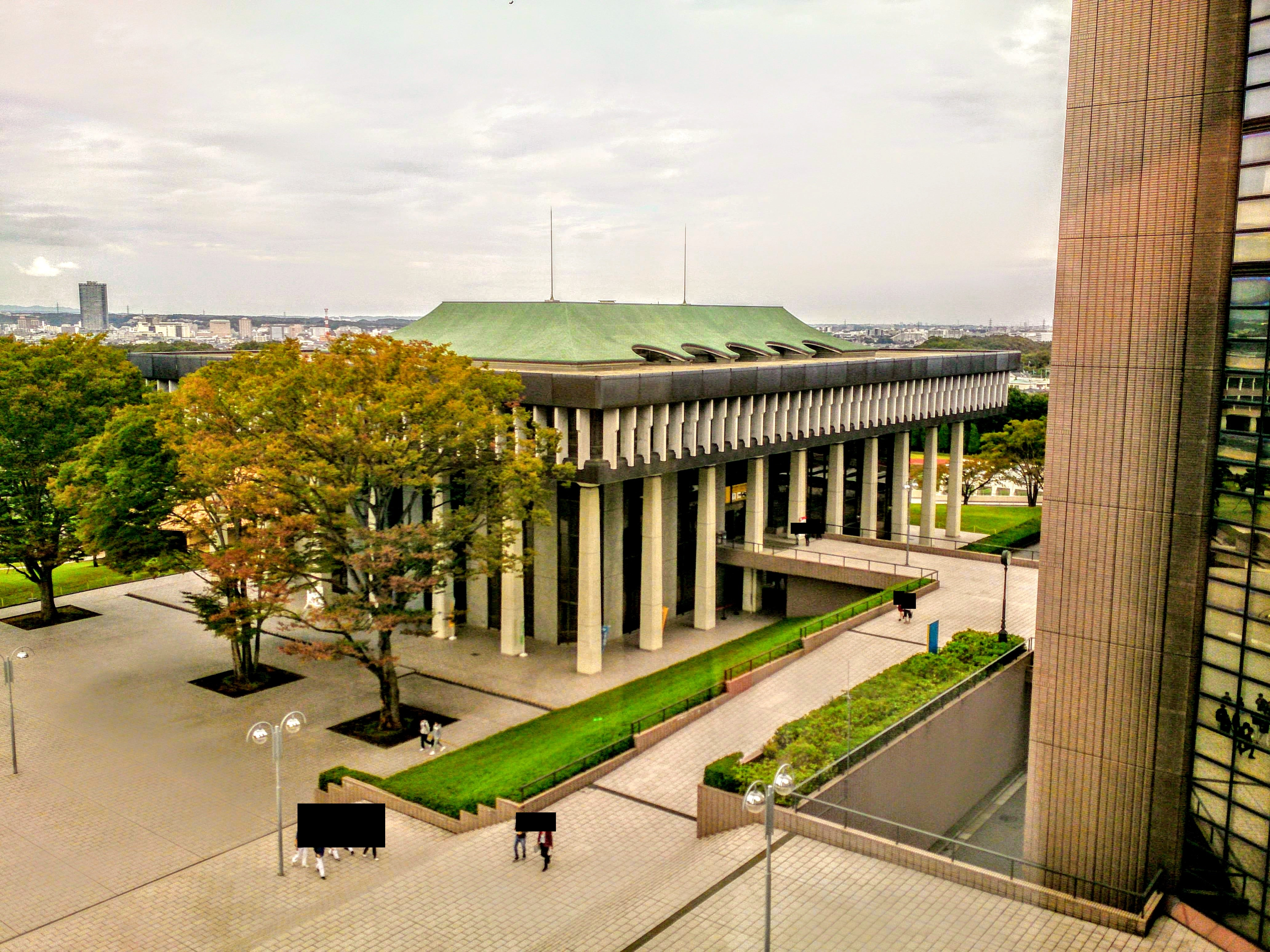
建物外観
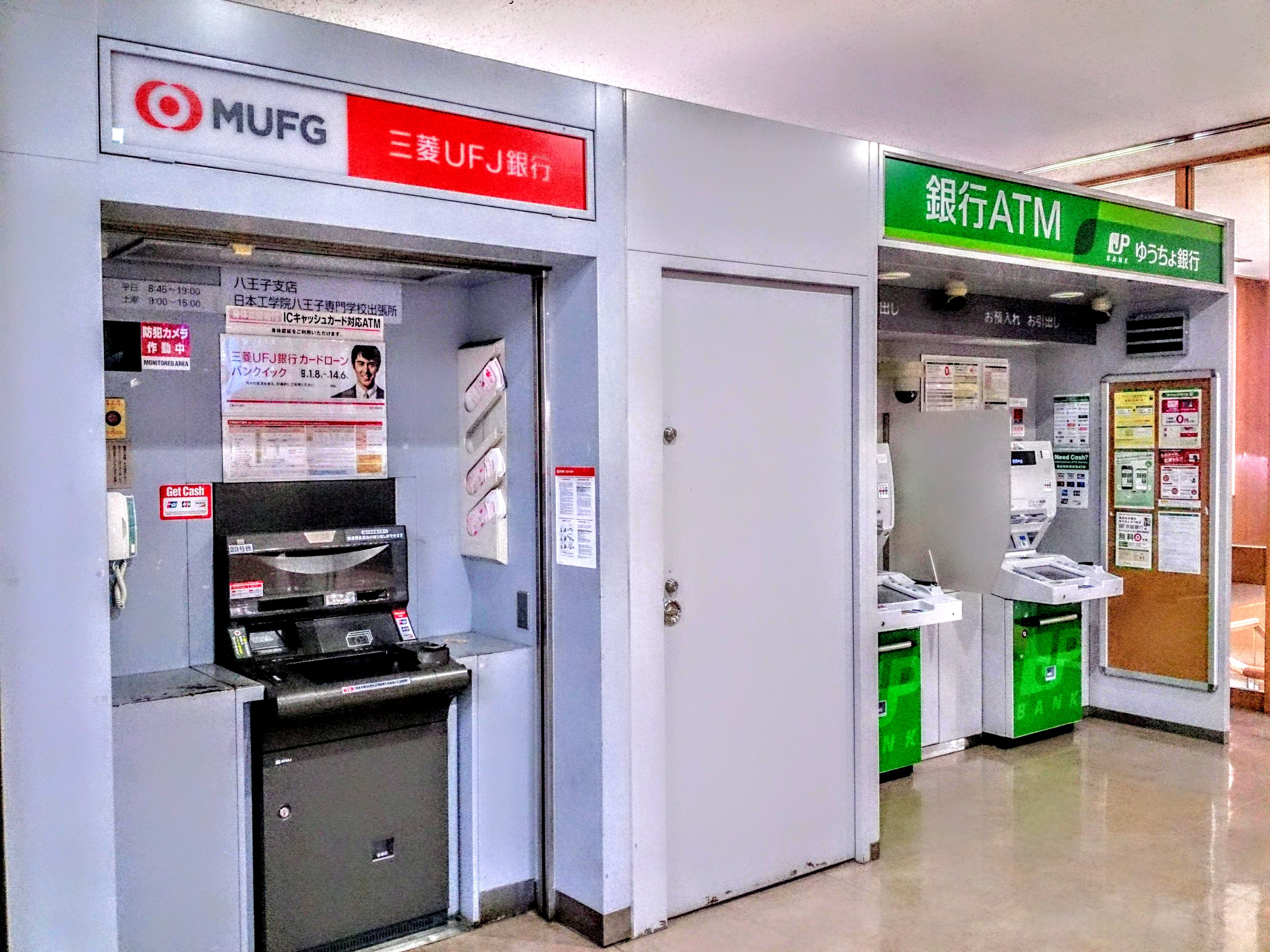
ATMコーナー
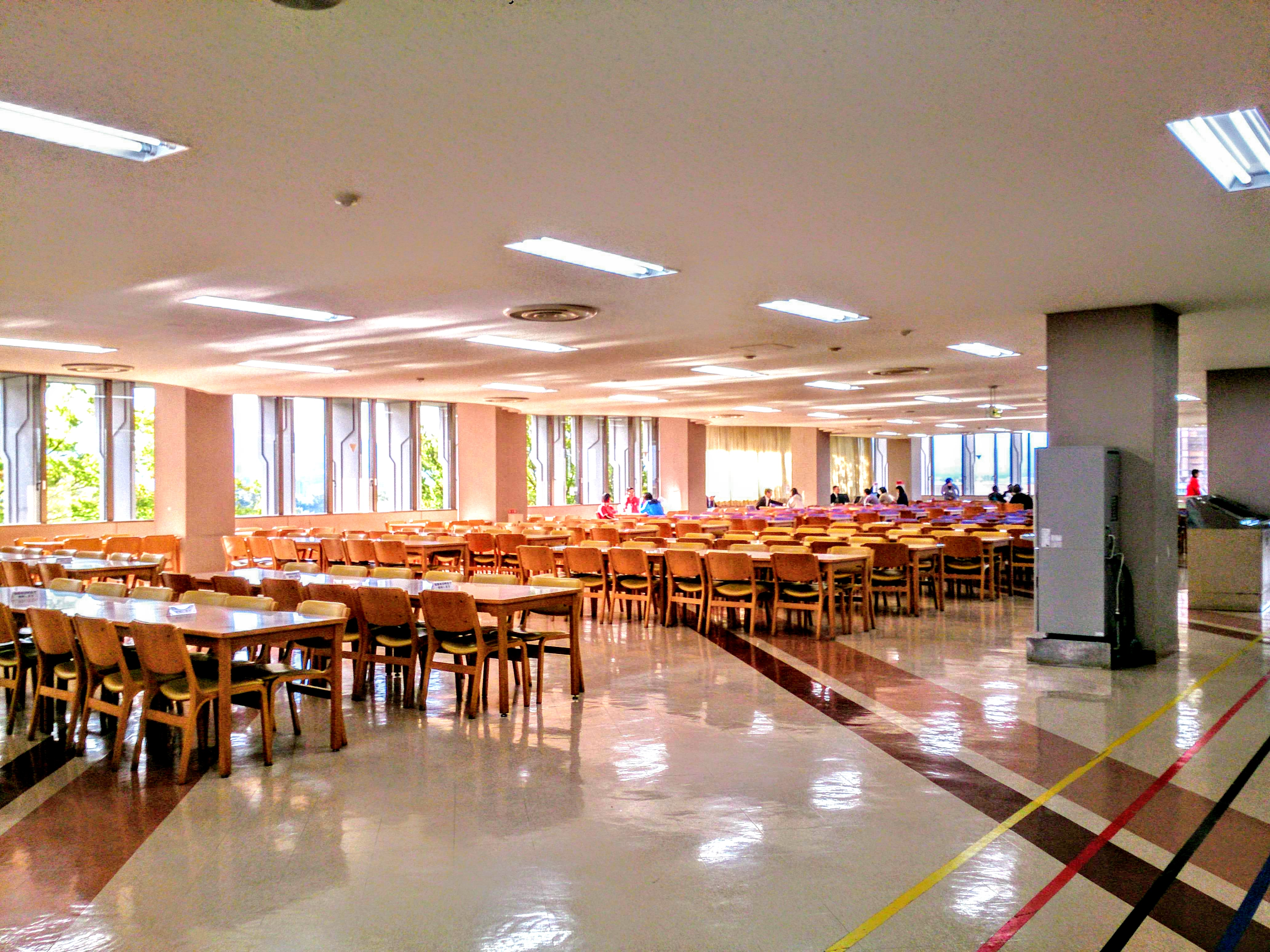
食堂
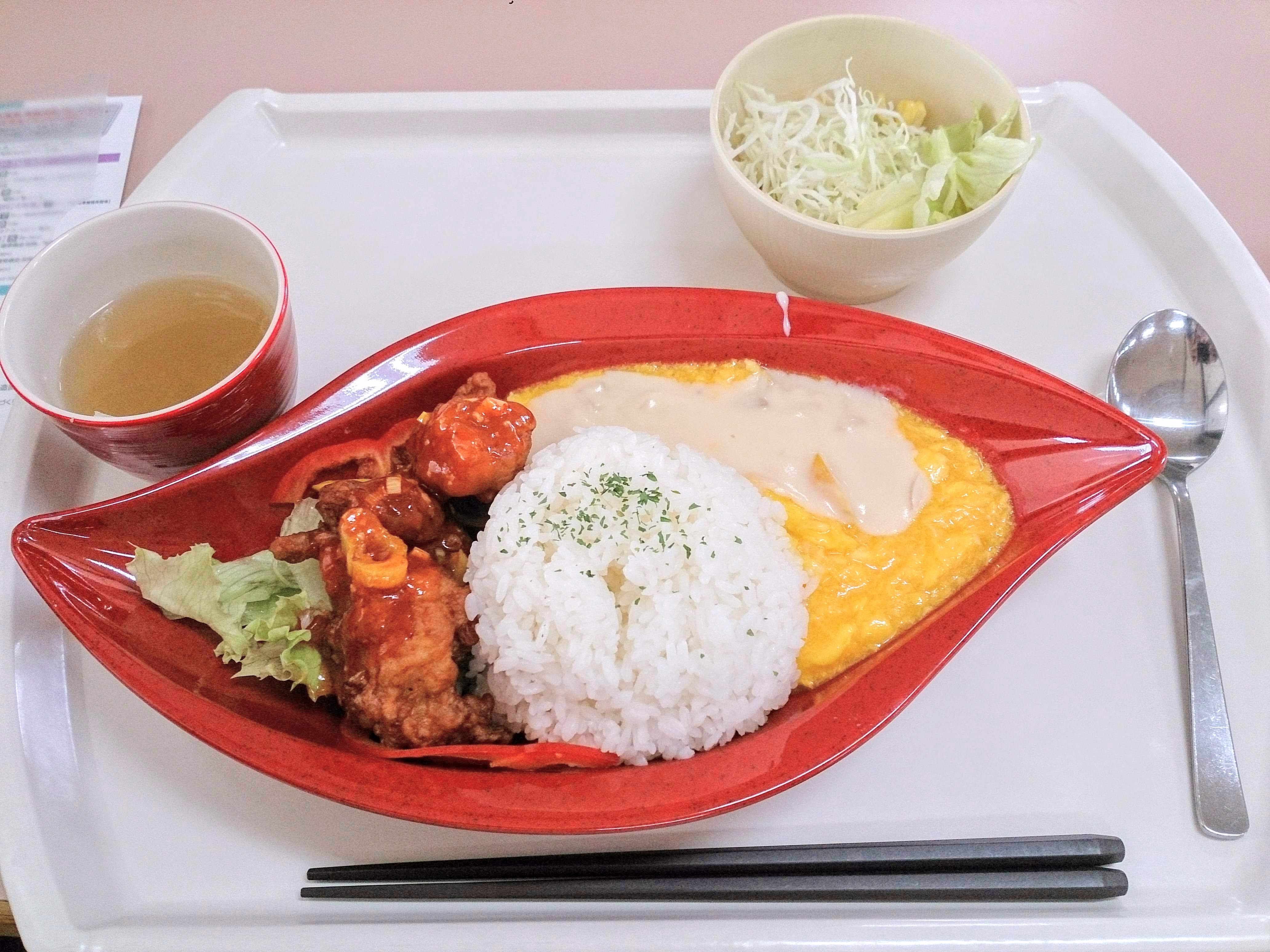
食堂で提供される学食の一例

#### FOODS FUU

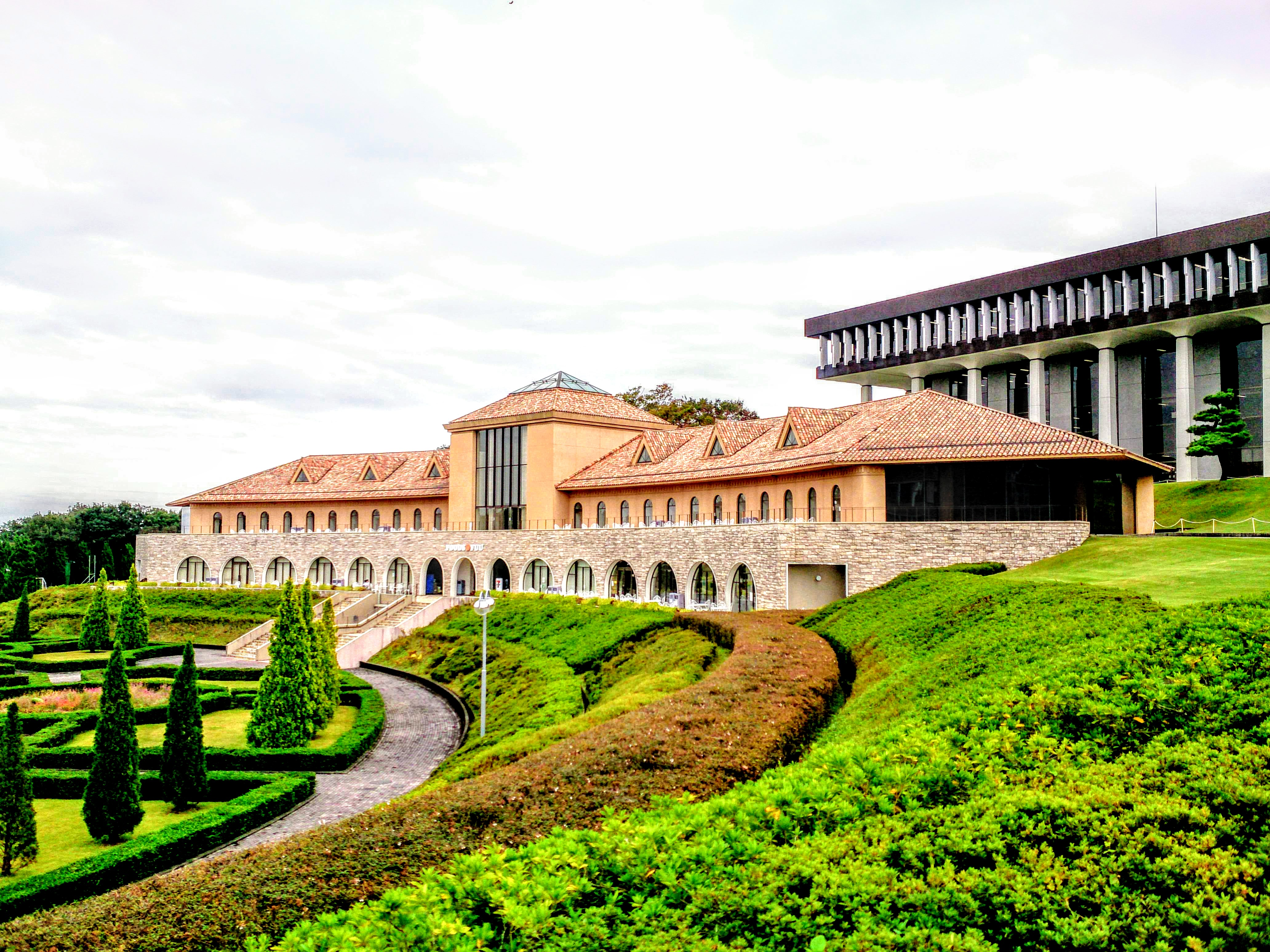
外観

#### マスコットキャラクター

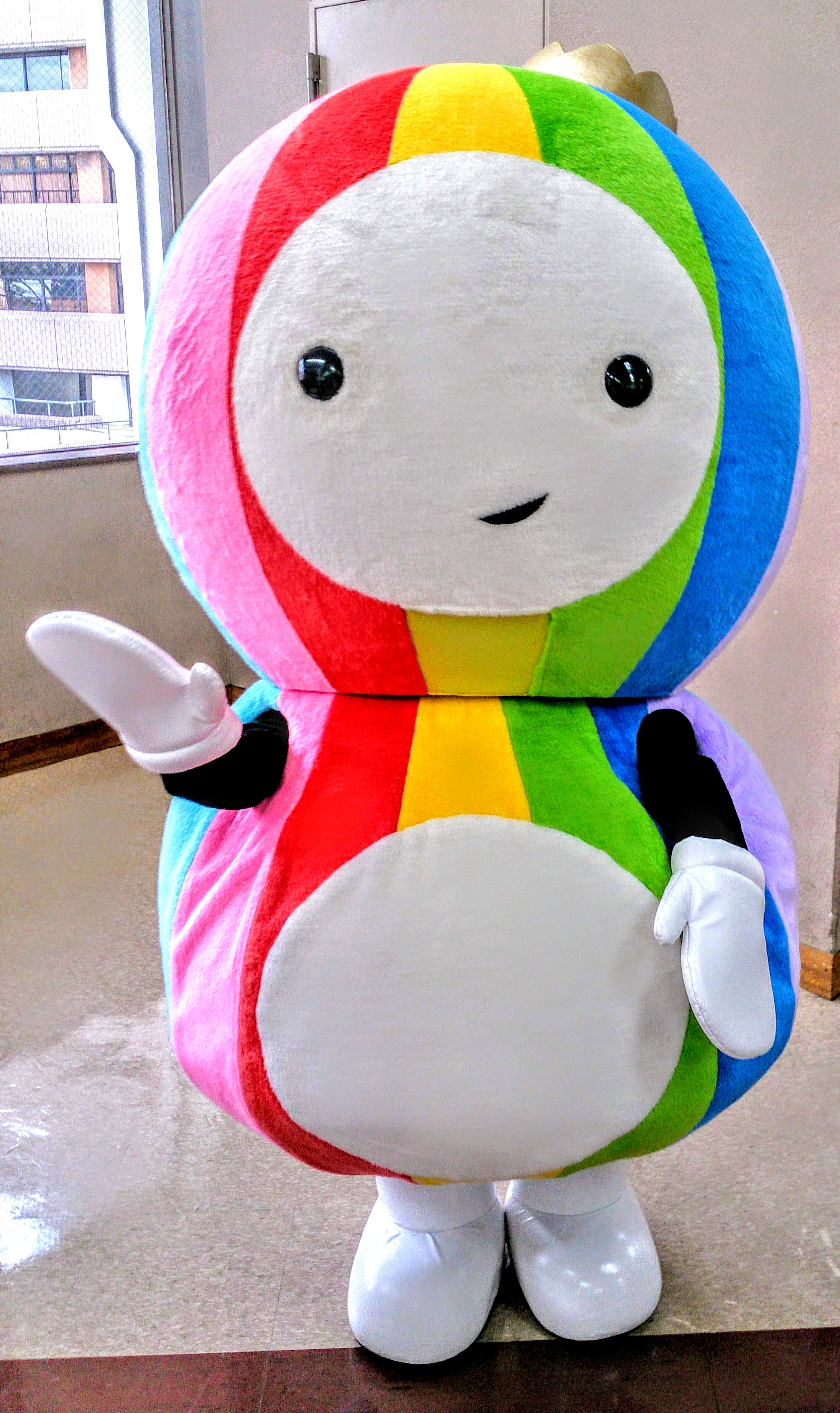
ぱっちぃ

## 関係組織・関係人物

### 関係者一覧
- 日本工学院八王子専門学校の人物一覧

## 交通・アクセス方法
- 八王子みなみ野駅（西口）より約1.6km[7]（徒歩：約20分[7]・スクールバス：約5分[8]）

当駅よりシンボルとも言える塔が見える。直線距離は近いが、道が入り組んでいるので遠回りになる。
- 八王子駅（南口）より約3.8km[9]（スクールバス：約10分[8]）

スクールバスは両駅から通学時間帯は3～5分間隔で運行している。日中帯でも1時間に3-5本運行されている。
- 橋本駅北口もしくは八王子駅南口より神奈中バスで御殿峠バス停下車

### ギャラリー
- スクールバス